# Kastell Sulz
Das Kastell Sulz war ein römisches Grenzkastell an der Neckarlinie des Neckar-Odenwald-Limes. Es liegt mit dem zugehörigen Vicus als Bodendenkmal auf dem Gebiet von Sulz am Neckar, einer Stadt des Landkreises Rottweil in Baden-Württemberg.

## Lage

Lageplan (Grabung 1895)

Das Kastell Sulz mit dem dazugehörenden vicus befindet sich südöstlich des Ortskerns von Sulz in exponierter Position auf einem etwa 100 m über dem Neckar gelegenen Bergsporn. Von dieser Stelle aus konnte der Neckar selbst, wie auch die von Sumelocenna (Rottenburg) über das Kastell Waldmössingen (Waldmössingen) nach Arae Flaviae (Rottweil) führende Straße überwacht werden, ferner die bei Sulz vom Neckar abknickende Verbindung zum Kastell Geislingen/Häsenbühl (Geislingen) und weiter über das Kastell Lautlingen (Lautlingen) zum Kastell Burladingen (Burladingen), mit der hier der Alblimes begann.
Aufgrund der topographischen Gegebenheiten des Bergsporns befindet sich das Lager in einem Gelände, das auf drei Seiten stark abschüssig ist.

## Forschungsgeschichte
Das an dieser Stelle schon länger vermutete Kastell war 1890/91 vom Sulzer Altertumsverein entdeckt worden. Eine systematische archäologische Untersuchung erfolgte 1895 durch die Reichs-Limeskommission. Weitere baubegleitende und bauvorausgreifende Ausgrabungen fanden in den 1970er bis 1990er Jahren sowohl im Kastell- wie auch im Vicusbereich statt. Vieles ist nach wie vor ungeklärt, teilweise weil die Aufarbeitung der ergrabenen Befunde noch auf sich warten lässt, teilweise weil wichtige Bereiche, insbesondere des Vicus, durch Überbauung für immer zerstört worden sind.

## Kastell

Grundriss und Schnitte (Grabung 1895)

Das Kastell wurde in vespasianischer Zeit, vermutlich um das Jahr 74 n. Chr. zunächst als Holz-Erde-Kastell angelegt. In dieser Bauphase nahm es mit den Seitenlängen von etwa 130 m mal 110 m eine Fläche von rund 1,45 ha in Anspruch. Später wurde es von einem Steinkastell ersetzt, das mit seinen Seitenlängen von 150/157 m mal 112 m eine Fläche von etwa 1,75 ha einnahm. Die Ausrichtung des aufgrund der topographischen Gegebenheiten des Bergsporns nicht ganz symmetrisch angelegten Lagers ist nicht ganz geklärt. Möglicherweise wurde eine ursprüngliche Ausrichtung nach Nordosten hin später durch eine südöstliche Orientierung ersetzt.
Für die Steinbauphase wurden drei Lagertore nachgewiesen, ein viertes kann vermutet werden. Alle Tore waren beidseitig von Türmen flankiert. Die Wehrmauer war ferner an ihren abgerundeten Ecken mit Türmen bewehrt. Darüber hinaus existierte eine ungewöhnlich hohe Anzahl an Zwischentürmen. Alle Türme wurden gleichzeitig mit der Mauer errichtet, da sie in deren Fundamentierung eingebunden sind.
Die Innenbebauung ist nur bruchstückhaft bekannt. Spuren einiger Mannschaftsbaracken konnten nachgewiesen werden, ebenso Fragmente der Principia (Stabsgebäude) und eines Horreums (Getreidespeicher).
Als Besatzung konnte nach Meinung des Archäologen Dietwulf Baatz (1928–2021) die unter Kaiser Domitian (81–96) aus dem Westkastell III. von Heidelberg-Neuenheim abgezogene Cohors XXIIII voluntariorum civium Romanorum („24. Kohorte Freiwilliger römischen Bürgerrechts“) angenommen werden, ein Auxiliarverband, der aus etwa 500 Mann Infanterie bestand. Nach dieser Vermutung ist die Truppe erst nach der Wende vom 1. zum 2. Jahrhundert zunächst nach Benningen gelangt und wurde um 159/160 n. Chr. an den neuerrichteten Vorderen Limes nach Murrhardt vorverlegt.

## Vicus

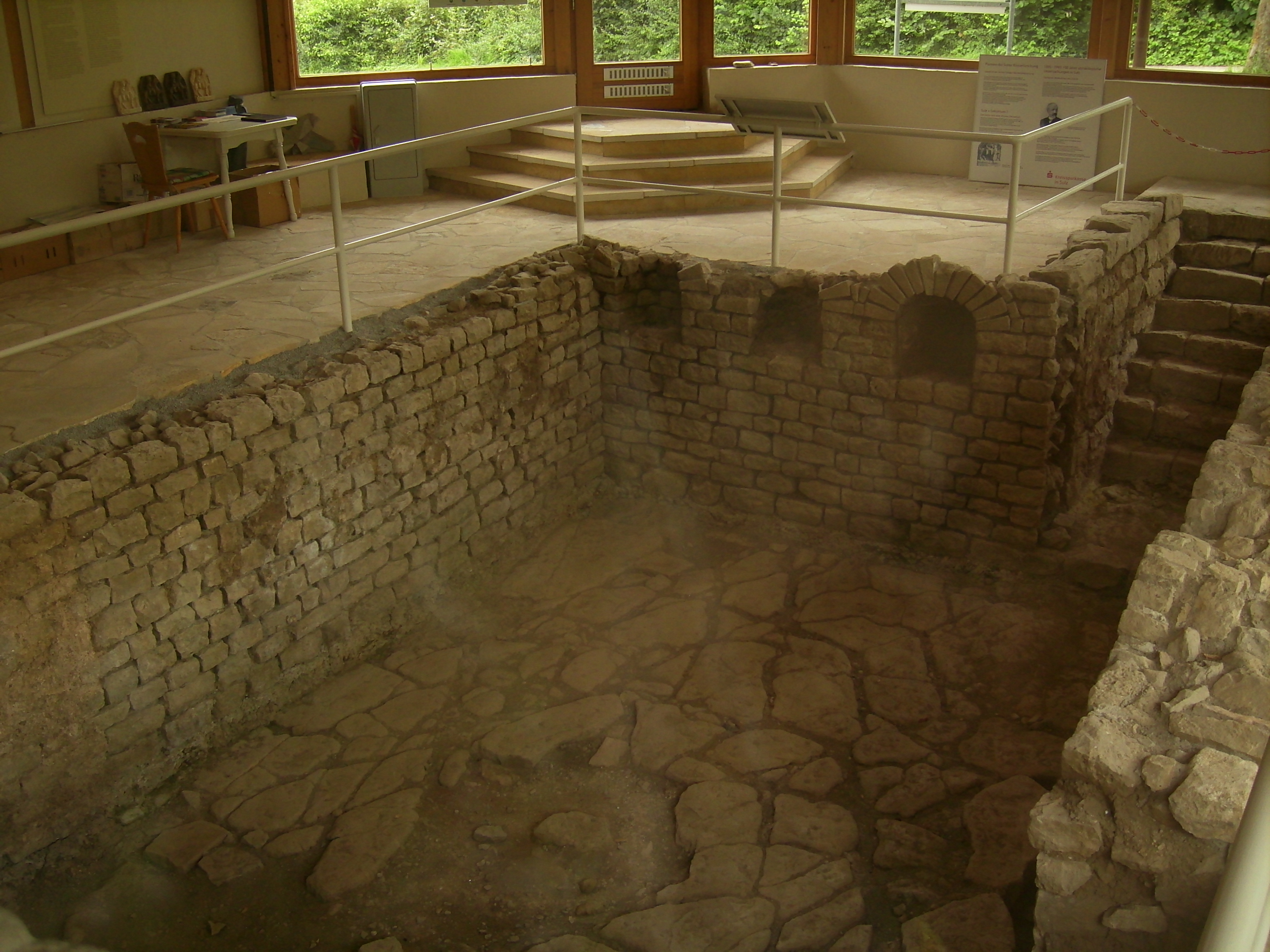
Römischer Keller

Kleinfunde (Grabung 1895)

Wie bei jedem römischen Militärlager entstand auch in Sulz ein kleiner Vicus, in dem sich die Angehörigen der Soldaten sowie Händler, Handwerker, Gastwirte und Prostituierte niederließen. Aufgrund der topographischen Gegebenheiten entstand er jedoch nicht unmittelbar vor dem Kastell, sondern ein wenig talwärts an der von Sumelocenna nach Arae Flaviae führenden Römerstraße. Hier entwickelte er sich längs der Straße bis zu einer Längenausdehnung von etwa 400 m. Bei der Bebauung handelte es sich zumeist um Streifenhäuser von sechs bis sieben Meter Breite und 20 bis 40 m Länge, deren Portiken sich zur Straße hin öffneten. Brunnenhölzer konnte mit Hilfe der Dendrochronologie auf ein Fälldatum von 97 ± 10 n. Chr. festgeschrieben werden.
Bei den Bauten konnten bis zu sieben Bauphasen nachgewiesen werden. Während in den älteren Phasen Holz- und Fachwerkbauweisen dominierten, wurde in späterer Zeit des Öfteren Stein als Baumaterial eingesetzt. Die meisten Gebäude waren teilunterkellert. Der größte und besterhaltene dieser Keller wurde konserviert und unter einem Schutzbau der Öffentlichkeit zugänglich gemacht. Hier wurden zwei fast lebensgroße Statuen von Merkur und Rosmerta, zwei Reliefs von Mercurius und Epona sowie eine große Ansammlung kleinerer Götterbildnisse gefunden. Möglicherweise diente dieser Keller kultischen Zwecken.

Die Funde der übrigen Häuser lassen einige Rückschlüsse auf die ökonomische Basis des Vicus zu. So können Töpfereien, Schmiedewerkstätten für die Eisen- und Buntmetallverarbeitung sowie Goldschmiedewerkstätten angenommen werden.
Es gab innerhalb des Vicus zwei Zerstörungshorizonte durch Brandeinwirkung zu Beginn und zum Ende des 2. Jahrhunderts. Sein endgültiges Ende wird der Vicus, dessen Besiedlung ausweislich des Fundmaterials für das Jahr 233 noch erwiesen ist, vermutlich in Zeit der innen- und außenpolitischen sowie wirtschaftlichen Krise des Imperiums um die Mitte des 3. Jahrhunderts gefunden haben.

## Denkmalschutz
Das Kastell Sulz und die erwähnten Bodendenkmale sind geschützt als Kulturdenkmale nach dem Denkmalschutzgesetz des Landes Baden-Württemberg (DSchG). Nachforschungen und gezieltes Sammeln von Funden sind genehmigungspflichtig, Zufallsfunde an die Denkmalbehörden zu melden.